# Бартечко, Любош
Любош Бартечко (словац. Ľuboš Bartečko; род. 14 июля 1976, Кежмарок, Чехословакия) — словацкий хоккеист, крайний нападающий.

## Карьера
Любош Бартечко родился 14 июля 1976 года в Кежмароке.
Хоккеем начал заниматься в г. Попрад. Первым тренером был его отец Любош Бартечко-старший.
Как профессиональный игрок выступал за «ХК Попрад», «Worcester IceCats», «Сент-Луис Блюз», «Атланта Трэшерз», «ХК Спарта Прага», «Динамо Москва», «Лулео», «ХК Кежмарок», «Берн», «Ферьестад», «МОДО». Был капитаном сборной Словакии на чемпионате мира 2009 года.

## Достижения
- Крест Президента Словацкой Республики I степени (15 мая 2002 года)[1]
- ЧМ 2002 (Гётеборг)
- ЧМ 2000 (Санкт-Петербург)
- РХЛ 2004-05 (Динамо Москва)
- Швейцарская национальная лига 2009-10 (Берн)

## Статистика
```
Сезон    Команда                          Лига    И    Г    П    О  ШМ
-----------------------------------------------------------------
1993-94	 ХК Попрад                        СЭЛ     2    0    1    1   0
1994-95	 ХК Попрад                        СЭЛ     3    1    0    1   0
2095-96	 Chicoutimi Sagueneens           QMJHL    70  32   41   73  50
         Chicoutimi Sagueneens (П-О)     QMJHL    17   8   15   23  10
1996-97  Drummondville Voltigeurs        QMJHL    58  40   51   91  49
         Drummondville Voltigeurs (П-О)  QMJHL    8    1    8    9   4
1997-98  Worcester IceCats                AHL     34  10   12   22  24
         Worcester IceCats  (П-О)         AHL     10   4    2    6   2
1998-99  ХК Попрад                        СЭЛ     1    1    0    1   0
         Сент-Луис Блюз                   NHL     32   5   11   16   6
         Сент-Луис Блюз  (П-О)            NHL     5    0    0    0   2
         Worcester IceCats                AHL     49  14   24   38  22
1999-00  Сент-Луис Блюз                   NHL     67  16   23   39  51
         Сент-Луис Блюз (П-О)             NHL     7    1    1    1   0
         Worcester IceCats                AHL     12   4    7   11   4
2000-01  Сент-Луис Блюз                   NHL     50   5    8   13  12
2001-02  Атланта Трэшерз                  NHL     71  13   14   27  30
2002-03  Атланта Трэшерз                  NHL     37   7    9   16   8
2003-04  ХК Спарта Прага                  ЧЭЛ     25  12    8   20  45
         ХК Спарта Прага                  ЧЭЛ     13   2    4    6  26
2004-05  Динамо Москва                    РХЛ     40   6   10   16  28
         Динамо Москва  (П-О)             РХЛ      7   0    1    1   2
2005-06  ХК Попрад                        СЭЛ      7   4    1    5  36
         Лулео                            ШЭС     50  14   26   40  32
         Лулео (П-О)                      ШЭС      6   3    3    6  35
2006-07  ХК Попрад                        СЭЛ     14   3    4    7  10
         Лулео                            ШЭС     44  22   27   49  46
         Лулео (П-О)                      ШЭС      2   0    0    0   0
2007-08  ХК Кежмарок                      СЭЛ      7   5    4    9   2
         Лулео                            ШЭС     48  16   21   37  79
2008-09  ХК Кежмарок                      СЭЛ     13   5    5   10  29
         Лулео                            ШЭС     44  12   11   23  22
         Лулео (П-О)                      ШЭС      5   0    0    0  16
2009-10  Берн                             ШНЛ     28   8   11   19  34
         Ферьестад                        ШЭС     11   7    5   12   2
         Ферьестад (П-О)                  ШЭС      7   1    2    3   2
2010-11  ХК Попрад                        СЭЛ     13   6    7   13  24
         МОДО                             ШЭС     25   7   10   17   8
         МОДО                             КС      10   1    5    6   4
2011-12  Лев Попрад                       КХЛ     53  16   14   30  30
2012-13  Лев Прага                        КХЛ     32   6    5   11   8

```

```
Год      Турнир                            И    Г    П    О  ШМ
-----------------------------------------------------------------
2000	 Чемпионат мира (Санкт-Петербург)  7    2    3    5  14
2002	 Чемпионат мира (Гётеборг)         9    2    2    4   2
2002	 Олимпийские игры (Солт-Лейк-Сити) 4    0    1    1   0
2004	 Чемпионат мира (Прага)            9    2    2    4   6
2004     Кубок мира                        4    0    1    1   2
2005	 Чемпионат мира (Инсбрук)          7    0    1    1   4
2006	 Олимпийские игры (Турин)          6    0    0    0   6
2009	 Чемпионат мира (Берн)             6    3    0    3   6
2011	 Чемпионат мира (Братислава)       4    1    1    2   8

ИТОГО                                      63  10   11   21  48

```